# 佐々木望
佐々木 望（ささき のぞむ、1967年1月25日 - ）は、日本の男性声優、歌手。広島県広島市出身。青二プロダクション所属。

## 経歴
日本ナレーション演技研究所の2期生に特待生として入学。高校卒業後、「ともかく東京に行かなければ」という使命感だけあったこともあり、親に東京都の大学に行くと嘘をついて広島から上京。東京都で何かしたいことについては特に何もなく、親に「ちょっとぷらぷら行ってくるわあ」とは言えなかった。当時は「上京しちゃえばこっちのもんだあ!」と予備校に行かないでぷらぷらしていた。その時は楽しく誰も怒られず、誰も見ていなく、好きなことが好きな時間ででき、最高だった。同時に大学に行こうと思って勉強をしていた頃にドラマに興味を持ち始めたものの「劇団とかってお金もかかるから無理だろうなあ」と感じていた。その頃、アルバイト先で一緒だった声優志望の友人に新人育成オーディションの受験を誘われて、一緒にオーディションを受けたところ合格した。
1986年に『ドテラマン』（短鬼役）で声優デビュー。
1980年代末から1990年代前半にかけて、多くの作品で主人公やメインキャラクターの声を演じ、1990年代には声優雑誌やテレビ番組『はなきんデータランド』の人気声優ランキングで1位を獲得した。アニメ部門では『幽☆遊☆白書』の浦飯幽助、OVA部門では『うしおととら』の蒼月潮でそれぞれ1位を獲得した。
1989年にテレビアニメ『鎧伝サムライトルーパー』の主演男性声優5人で声優音楽ユニット「NG5」を結成。
アーツビジョンを退所後、長い間フリーで活動していたが、2001年に81プロデュースの所属となる。2013年11月をもって81プロデュースを退所し、再びフリーとして活動することになった。
2014年11月4日、株式会社アールアールジェイは「kikubon（キクボン）」（声優による小説の朗読を聞くことができる、スマートフォン限定のサービス）において、『銀河英雄伝説』のOVAで唯一アニメ化されていなかった「ユリアンのイゼルローン日記」販売を発表した。
2013年、東京大学文科一類に一般前期試験で合格し、声優の仕事のかたわら休学期間を挟みながら通学。2020年に法学部を卒業した。卒業まで、入学していたことを公表していなかった。同年、全国通訳案内士（英語）を合格取得していることを発表した。
2024年3月9日、第18回声優アワード富山敬・高橋和枝賞を受賞。
2024年10月31日までインスパイアに所属、ダーナ・ワークス業務提携していた。
2024年11月1日、青二プロダクションに移籍。

## 人物
資格・免許は英語検定1級、全国通訳案内士。
趣味はボクシング、映画、文学、ジャズ。
方言は広島弁。
外国語は英語、スペイン語、ラテン語。英語については、海外でのアニメコンベンションで通訳を介さずインタビューに答えるほどの実力である。

### 役柄・特色
「昔からヘンな声だから」という理由で自分の声は嫌いだった。小学生の時、初めて自分の声をテープに録って聞いて大きなショックを受け、その後3日ぐらい喋らなかったぐらいであった。1996年時点でもあまり好きではないと語っている。
冷静な少年役から熱血野郎役、3枚目役まで、演じる少年の役柄は幅広い。役柄の当初は『鎧伝サムライトルーパー』、『銀河英雄伝説』で優等生タイプが多く『幽☆遊☆白書』の浦飯幽助役のような熱血タイプの主人公は、それまであまりなかった。1996年時点では『B'T-X』の高宮鋼太郎役、『機動新世紀ガンダムX』のオルバ・フロスト役のようにおとなしめのタイプが増えていたという。
かつては高めの声が特徴であったが、経歴を重ねるにつれ低くなっている。声の変化について、「煙草や酒で喉を壊した」「咽の手術をした」といわれていたが、佐々木はFC内で「手術はしていないし、するような病気もしていない」とコメントしている。近しい人々によると、実際は「ある作品で声を非常に酷使したため」とも言われる。佐々木本人は「その作品に迷惑がかかるといけないから」との理由で、公にコメントは行っておらず、今後もする予定はないという。2008年4月に発売された声優雑誌『hm3 SPECIAL』において「叫びの多い役とライブが重なったことで喉が炎症を起こし、スケジュールの調整がきかず、仕事を続けた結果悪化した。若い頃からの発声法に無理があったと指摘され、トレーニングをして発声法を変えていった」と語っている。

## 出演
太字はメインキャラクター。

### テレビアニメ
1986年
- 機動戦士ガンダムΖΖ（ルナン）
- ドテラマン（短鬼）

1987年
- 赤い光弾ジリオン（アントニー）
- エスパー魔美（1987年 - 1989年、竹長悟、ねずみ）
- Oh!ファミリー（ジャック）
- グリム名作劇場（1987年 - 1988年、クラウス）
- シティーハンター（1987年 - 1991年、拓也、ハンス＝ジークフリート） - 2シリーズ
- 北斗の拳2（タオ）
- マシンロボ ぶっちぎりバトルハッカーズ（ゼン小川）

1988年
- 超音戦士ボーグマン（タケル）
- トッポ・ジージョ（カルロ）
- ミスター味っ子（中江兵太）
- 鎧伝サムライトルーパー（1988年 - 1989年、水滸のシン）

1989年
- 青いブリンク（ブキャナン大統領）
- おぼっちゃまくん（1989年 - 1992年、柿野修平）
- ジャングル大帝（チーター）
- それいけ!アンパンマン（1989年 - 2024年、おそうじまん〈初代〉、めざましくん〈2代目〉、ハムサンドくん〈初代〉、もっきんまん〈初代〉、ハニー〈5代目〉、シャーロくん〈3代目〉、ムッシュ・キッシュ）
- チンプイ（内木翔）
- 天空戦記シュラト（クビラ）
- 桃太郎伝説 PEACHBOY LEGEND（1989年 - 1991年、桃太郎） - 2シリーズ

1990年
- 魔法のエンジェルスイートミント（1990年 - 1991年、プラム）
- 三つ目がとおる（公卿）

1991年
- ゲンジ通信あげだま（1991年 - 1992年、源氏あげだま / あげだマン）
- 21エモン（1991年 - 1992年、21エモン、22エモン）
- 笑ゥせぇるすまん（男）

1992年
- あしたへフリーキック（ロベルト・バゼッティーニ）
- サラダ十勇士トマトマン（マロン磨）
- 魔法のプリンセス ミンキーモモ（ベイル）
- 幽☆遊☆白書（1992年 - 1995年、浦飯幽助）

1994年
- キャプテン翼J（大空翼〈中学3年生以降〉、35話以降次回予告ナレーション）
- ゴールFH（龍村光）
- 魔法騎士レイアース（1994年 - 1995年、クレフ）

1995年
- NINKU -忍空-（青吉）

1996年
- ガンバリスト!駿（内田稔）
- 機動新世紀ガンダムX（オルバ・フロスト）
- B'T-X（高宮鋼太郎）

1997年
- 吸血姫美夕（浦辺真樹）
- 少女革命ウテナ（土谷瑠果）
- ネクスト戦記EHRGEIZ（ハル）
- マッハGoGoGo（第2作）（クラッシャーキッド）

1998年
- Weiß kreuz（1998年 - 2002年、直江那岐） - 2シリーズ
- 彼氏彼女の事情（十波健史）
- LEGEND OF BASARA（浅葱）

1999年
- カードキャプターさくら（1999年 - 2000年、柊沢エリオル）
- デビルマンレディー（北野祐一）
- 名探偵コナン（1999年 - 2023年、江田和彦、典子の恋人、古栗参平、真田浩明）
- モンスターファーム シリーズ（1999年 - 2000年、ハム） - 2シリーズ

2000年
- 遊☆戯☆王デュエルモンスターズ（シャーディー、神官シャダ）

2001年
- テニスの王子様（2001年 - 2022年、亜久津仁） - 3シリーズ

2002年
- アソボット戦記五九（ジョー）
- キックオフ2002（カン・チャン）
- .hack//SIGN（呪文使い）
- NARUTO -ナルト-（月光ハヤテ）

2003年
- 犬夜叉（篠助）
- 獣兵衛忍風帖 龍宝玉篇（魔貝）

2004年
- 今日からマ王!（2004年 - 2008年、大賢者、ジェネウス） - 2シリーズ
- サムライガン（坂本竜馬）
- サムライチャンプルー（雪丸）
- 蒼穹のファフナー（堂馬広登）
- 火の鳥 復活編（レオナ）
- MADLAX（バッジス）
- MONSTER（2004年 - 2005年、警官、ヨハン、記者C、刑事、ヴォルフの部下B、代表者D、刑事B、刑事3、部下B、記者B、運転手）
- レジェンズ 甦る竜王伝説（エクトール・フォン・ギュンター）

2005年
- おでんくん（2005年 - 2014年、ウインナーくん、いとこんくん、ミッコちゃんのパパ） - 2シリーズ
- ガラスの仮面（2005年版）（聖唐人）
- ブラック・ジャック（ムサシ）
- BLOOD+（2005年 - 2006年、カール・フェイオン）
- フルメタル・パニック! The Second Raid（ヤン・ジュンギュ）

2006年
- 地獄少女（氏家幸雄）
- スパイダーライダーズ 〜よみがえる太陽〜（トウレ）

2007年
- シグルイ（伊良子清玄）
- デュエル・マスターズ シリーズ（2007年 - 2013年、秋葉ツトム、バラモン / マントラ教皇 バラモン） - 2シリーズ
- DARKER THAN BLACK -黒の契約者-（浮山則夫）
- DEATH NOTE（2007年 - 2008年、メロ） - 1シリーズ + 特別編1作品
- ながされて藍蘭島（北のぬし / 大牙）
- ぷるるんっ!しずくちゃん あはっ☆（キムチさん）

2008年
- ケロロ軍曹（2008年 - 2011年、サババ、チババ、ジャージ音声）
- スケアクロウマン（トニー）
- 秘密 〜The Revelation〜（マシュー・ハーベイ）
- NARUTO -ナルト- 疾風伝（根の者〈月光ハヤテ〉）
- 魔人探偵脳噛ネウロ（篚口結也）

2009年
- エレメントハンター（2009年 - 2010年、ロドニー・フォード）
- 蒼天航路（霊帝〈劉宏〉）

2010年
- デジモンクロスウォーズ（2010年 - 2012年、グランドロコモン、ナイトチェスモン / ルークチェスモン） - 2シリーズ
- 動物かんきょう会議（ニワトリのジャン）

2011年
- 戦国乙女〜桃色パラドックス〜（シロ）
- たまゆら〜hitotose〜（白井）
- プリティーリズム・オーロラドリーム（2011年 - 2012年、春音ヒロシ、アナウンサー）
- レベルE（板倉）

2013年
- 八犬伝―東方八犬異聞― 第二期（棗目）
- プリティーリズム・ディアマイフューチャー（春音ヒロシ）

2015年
- 蒼穹のファフナー EXODUS（堂馬広登）
- 牙狼 -紅蓮ノ月-（四条公任）
- ワールドトリガー（2015年 - 2021年、ハイレイン） - 2シリーズ

2016年
- うしおととら（ラーマ）
- ドラえもん（テレビ朝日版第2期）（源義経）
- プリパラ（ちりパパ）

2017年
- ポケットモンスター サン&ムーン（2017年 - 2019年、ハヤテ）
- このはな綺譚（男）

2018年
- カードキャプターさくら クリアカード編（柊沢エリオル）
- フルメタル・パニック! Invisible Victory（ヤン・ジュンギュ）
- TO BE HEROINE（西門吹雪）
- からくりサーカス（2018年 - 2019年、ギイ・クリストフ・レッシュ）

2019年
- ぱすてるメモリーズ（コーチ）
- GO!GO!アトム

2020年
- 魔術士オーフェンはぐれ旅（2020年 - 2023年、ディープ・ドラゴン、レキ） - 3シリーズ
- アラド:逆転の輪（混純のオズマ）
- 異常生物見聞録（カサー）

2021年
- ゲッターロボ アーク（タイール）
- 王様ランキング（2021年 - 2023年、ミツマタ） - 2シリーズ

2022年
- 永久少年 Eternal Boys（2022年 - 2023年、柿崎誠）
- ポプテピピック TVアニメーション作品第二シリーズ（ニャルラトホテプ〈Bパート〉、クマ〈第11話Bパート〉）

2024年
- ぶっちぎり?!（神摩利人）
- 魔女と野獣（死霊魔術師）
- グレンダイザーU（ベガ大王）

### 劇場アニメ
1986年
- 強殖装甲ガイバー（級友A）

1988年
- AKIRA（鉄雄）
- 機動戦士ガンダム 逆襲のシャア（ハサウェイ・ノア）
- 県立海空高校野球部員山下たろーくん（須永）

1989年
- SD戦国伝 暴終空城の章（新殺駆）
- 機動戦士SDガンダムの逆襲 嵐を呼ぶ学園祭（ハサウェイ）

1990年
- チンプイ エリさま活動大写真（内木）

1991年
- アルスラーン戦記（エラム）
- うしろの正面だあれ（竹兄ちゃん）
- 月光のピアス ユメミと銀のバラ騎士団（光坂亜輝）

1992年
- せんぼんまつばら 川と生きる少年たち（与吉）
- 21エモン 宇宙（そら）いけ!裸足のプリンセス（21エモン）

1993年
- 銀河英雄伝説 新たなる戦いの序曲（ユリアン・ミンツ）
- 幽☆遊☆白書（浦飯幽助）

1994年
- ダークサイド・ブルース（カタリ）
- 幽☆遊☆白書 冥界死闘篇 炎の絆（浦飯幽助）

1997年
- ドラえもん のび太のねじ巻き都市冒険記（ピーブ）
- るろうに剣心 -明治剣客浪漫譚- 維新志士への鎮魂歌（高槻厳達）

2000年
- 劇場版カードキャプターさくら 封印されたカード（柊沢エリオル）

2001年
- がんばれ!ジャイアン!!（モテ夫）

2006年
- トップをねらえ!&トップをねらえ2! 合体劇場版!!（ゴウヤ・レイシ）

2010年
- 蒼穹のファフナー HEAVEN AND EARTH（堂馬広登）

2012年
- 花の詩女 ゴティックメード（ドナウ・ガァ・トリハロン）

2014年
- THE LAST -NARUTO THE MOVIE-（月光ハヤテ）

2016年
- この世界の片隅に（小林の伯父）
- 遊☆戯☆王 THE DARK SIDE OF DIMENSIONS（シャーディー・シン）

2021年
- 機動戦士ガンダム 閃光のハサウェイ（ゲイス・H・ヒューゲスト）
- リョーマ! The Prince of Tennis 新生劇場版テニスの王子様（亜久津仁）

2023年
- 永久少年 Eternal Boys NEXT STAGE（柿崎誠）

### OVA
1987年
- 新くりいむレモン PART1 森山塔ゲストスペシャル 5時間目のヴィーナス（委員長）
- ダーティペア（マイク）
- たいまんぶるうす 清水直人編（1987年 - 1989年）
- 超獣機神ダンクーガ GOD BLESS DANCOUGA（スライ・ダンバー）
- バブルガムクライシス（マッキー・スティングレイ）- 2作品
- ホワイトシャドウ（祥太）
- 夢から、さめない。（藤井貴生）

1988年
- 銀河英雄伝説（ユリアン・ミンツ）

1989年
- 紅い牙 ブルーソネット（小松崎亘）
- アーシアン（1989年 - 1996年、ちはや） - 3作品
- エンゼルコップ（アスラ）
- がきデカ（西城ヨシオ）
- 極黒の翼バルキサス（荒くれD）
- BE-BOY KIDNAPP'N IDOL（志乃原和也）
- 左のオクロック（篠崎由宇）
- 鎧伝サムライトルーパー 外伝（毛利伸 / 水滸のシン）
- 鎧伝サムライトルーパー 輝煌帝伝説（毛利伸 / 水滸のシン）
- MEGAZONE23 III（バド）

1990年
- 暗黒神話（山門武）
- ひとりぼっちの宇宙戦争（鈴木太郎）
- 変幻退魔夜行 カルラ舞う! 仙台小芥子怨歌（冬樹）
- 八神くんの家庭の事情（八百井刺激）

1991年
- うる星やつら 霊魂とデート（守）
- ガルフォース 新世紀編（ノバ）
- ここはグリーン・ウッド（蓮川一也）
- 超人ロックLOCKE THE SUPERMAN 新世界戦隊（ラン）
- ドラゴンフィスト（嶺飛龍）
- 鎧伝サムライトルーパー MESSAGE（毛利伸 / 水滸のシン）

1992年
- シークエンス（俊明）
- うしおととら（蒼月潮）
- 源氏（江端克己）
- スクランブル・ウォーズ 突走れ!ゲノムトロフィーラリー（マッキー・スティングレイ）

1993年
- ぼくの地球を守って（坂口はじめ）
- 妖世紀水滸伝（間宮美幸）
- 流星機ガクセイバー（1993年 - 1994年、佐々木健吾）

1994年
- Compiler（五十嵐淑）
- マーズ（マーズ）

1996年
- 特務戦隊シャインズマン（佐々木優）

1997年
- B'T X NEO（高宮鋼太郎）
- レイアース（クレフ）

1998年
- 銀河英雄伝説外伝 千億の星、千億の光（ユリアン・ミンツ）

1999年
- るろうに剣心 -明治剣客浪漫譚- 追憶編 / 星霜編（1999年 - 2001年、雪代縁） - 2作品

2000年
- ブラック・ジャック（ジュン）

2001年
- GUNDAM EVOLVE（ハサウェイ・ノア）

2003年
- IZUMO（デキル）
- GUNDAM EVOLVE 5 RX-93 ν GUNDAM（ハサウェイ・ノア）

2005年
- トップをねらえ2!（ゴウヤ・レイシ）

2006年
- テニスの王子様 Original Video Animation 全国大会篇（亜久津仁）

2008年
- やなせたかしメルヘン劇場 ほしのこルンダ くろいほしのナニイ（ケロリ王子）

2015年
- エリートジャック!!（相川加賀里）

2017年
- カードキャプターさくらクリアカード編 プロローグ さくらとふたつのくま（柊沢エリオル）

2018年
- 幽☆遊☆白書 のるかそるか（浦飯幽助）

2023年
- 蒼穹のファフナー BEHIND THE LINE（堂馬広登）

### Webアニメ
- 7SEEDS（2019年 - 2020年、新巻鷹弘[68]） - 2シリーズ
- 無限の住人-IMMORTAL-（2019年 - 2020年、天津影久[69]）

### ゲーム
1991年
- エフェラ アンド ジリオラ ジ・エンブレム フロム ダークネス（ユーリック、氷の貴公子）

1992年
- ぽっぷ'nまじっく（レスター ）

1993年
- 幽☆遊☆白書 闇勝負!!暗黒武術会（浦飯幽助）
- 幽☆遊☆白書（浦飯幽助）※スーパーファミコン

1994年
- 幽☆遊☆白書2 格闘の章（浦飯幽助）
- 真説・夢見館 扉の奥に誰かが…（マイク）
- 幽☆遊☆白書 魔強統一戦（浦飯幽助）
- 幽☆遊☆白書 特別篇（浦飯幽助）
- 幽☆遊☆白書（浦飯幽助）※3DO

1995年
- 幽☆遊☆白書FINAL 〜魔界最強列伝〜（浦飯幽助、魔人）

1996年
- キャプテン翼J GET IN THE TOMORROW（大空翼）
- 新スーパーロボット大戦（ハサウェイ・ノア）
- タクティクスオウガ（デニム・パウエル）

1997年
- グランストリーム伝紀（リューン・ランザート）
- 天外魔境 第四の黙示録（デイブ）

1998年
- エアガイツ（クラウド、ザックス）
- スーパーロボット大戦F 完結編（ハサウェイ・ノア）

1999年
- ヴァルキリープロファイル（ルシオ）
- SDガンダム GGENERATION（1999年 - 2025年、ハサウェイ・ノア / マフティー・ナビーユ・エリン、オルバ・フロスト） - 14作品
- スーパーロボット大戦コンプリートボックス（ハサウェイ・ノア）

2000年
- サンライズ英雄譚R（毛利伸 / 水滸のシン）
- テトリス with カードキャプターさくら エターナルハート（柊沢エリオル）

2001年
- ザ・キング・オブ・ファイターズ2001（K9999）
- スーパーロボット大戦α外伝（オルバ・フロスト）
- マキシモ（死神グリム）

2002年
- ザ・キング・オブ・ファイターズ2002（K9999）

2003年
- SUNRISE WORLD WAR Fromサンライズ英雄譚（ハサウェイ、マフティ、水滸のシン）
- テニスの王子様 みんなの王子様（亜久津仁）
- NARUTO -ナルト- ナルティメットヒーロー（月光ハヤテ）
- 魔界英雄記マキシモ マシンモンスターの野望（死神グリム）

2004年
- テニスの王子様 最強チームを結成せよ!（亜久津仁）
- テニスの王子様 2005 CRYSTAL DRIVE（亜久津仁）
- テニスの王子様 RUSH & DREAM!（亜久津仁）
- テニスの王子様 Love of Prince Bitter（亜久津仁）
- NARUTO -ナルト- 激闘忍者大戦!3（月光ハヤテ）
- フルハウスキス（松川依織）

2005年
- テニスの王子様 学園祭の王子様（亜久津仁）
- 幽☆遊☆白書FOREVER（浦飯幽助）

2006年
- イリスのアトリエ グランファンタズム（エッジ・ヴァンハイト）
- ヴァルキリープロファイル レナス（ルシオ）
- テニスの王子様 ドキドキサバイバル 山麓のMystic（亜久津仁）
- フルハウスキス2（松川依織）

2007年
- Another Century's Episode3 THE FINAL（オルバ・フロスト）
- THE BATTLE OF 幽☆遊☆白書 〜死闘!暗黒武術会〜 120%（浦飯幽助）
- テニスの王子様 CARD HUNTER（亜久津仁）
- テニスの王子様 ドキドキサバイバル 海辺のSecret（亜久津仁）
- フルハウスキス2 〜恋愛迷宮（ラブラビリンス）〜（松川依織）
- Microsoft Flight Simulator X

2008年
- おでんくん たのしいおでん村（ウインナーくん、いとこんくん）
- ガンダムバトルユニバース（ハサウェイ・ノア / マフティー・ナビーユ・エリン）
- ガンダム無双2（ハサウェイ・ノア）
- 機動戦士ガンダム ガンダムVS.ガンダム（オルバ・フロスト）
- スーパーロボット大戦Z（オルバ・フロスト）

2009年
- 機動戦士ガンダム ギレンの野望 アクシズの脅威V（ハサウェイ・ノア / マフティー・ナビーユ・エリン）
- テニスの王子様 ダブルスの王子様（亜久津仁）

2010年
- ガンダムアサルトサヴァイブ（ハサウェイ・ノア）
- SANGOKU CHAOS 〜三国CHAOS〜（司馬懿）
- Solatorobo それからCODAへ（ブランク）
- テニスの王子様 もっと学園祭の王子様 - More Sweet Edition -（亜久津仁）

2011年
- 機動戦士ガンダム 新ギレンの野望（ハサウェイ・ノア / マフティー・ナビーユ・エリン）
- テニスの王子様 ぎゅっと!ドキドキサバイバル 海と山のLove Passion（亜久津仁）
- るろうに剣心 -明治剣客浪漫譚- 再閃 / 完醒（2011年 - 2012年、雪代縁） - 2作品

2012年
- 機動戦士ガンダム エクストリームバーサス（2012年 - 2016年、オルバ・フロスト、マフティー・ナビーユ・エリン） - 4作品
- ヒーローズファンタジア（カール・フェイオン）

2013年
- スーパーロボット大戦UX（堂馬広登）

2014年
- ジェイスターズ ビクトリーバーサス（浦飯幽助）
- 第3次スーパーロボット大戦Z 時獄篇 / 天獄篇（2014年 - 2015年、ハサウェイ・ノア） - 2作品

2015年
- 喧嘩番長6 SOUL & BLOOD（宇崎総司）
- メイQノ地下ニ死ス（火のグレン）
- レイヴン（ヒューマン）

2017年
- スーパーロボット大戦V（ハサウェイ・ノア）

2018年
- フルメタル・パニック！ 戦うフー・デアーズ・ウィンズ（ヤン・ジュンギュ）
- 幽☆遊☆白書 100％本気バトル（浦飯幽助）
- 機動戦士ガンダム エクストリームバーサス2（2018年 - 2025年、オルバ・フロスト、マフティー・ナビーユ・エリン） - 4作品

2019年
- ネルケと伝説の錬金術士たち 〜新たな大地のアトリエ〜（エッジ・ヴァンハイト）
- JUMP FORCE（浦飯幽助）
- ディシディア ファイナルファンタジー オペラオムニア（デッシュ）

2020年
- 共闘ことばRPG コトダマン（2020年 - 2022年、雪代縁、浦飯幽助、ハイレイン）
- 機動戦士ガンダム U.C. ENGAGE（2021年 - 2023年、ハサウェイ・ノア〈CCA〉）

2022年
- ライブアライブ（ヒューイ・トランブル）
- ぷよぷよ!!クエスト（亜久津仁）

2023年
- 機動戦士ガンダム アーセナルベース（ハサウェイ・ノア）
- 六本木サディスティックナイト（南川雅貴）

### ドラマCD
- アーシアン（ちはや）
  - アーシアン 1
  - アーシアン 2
  - アーシアン 3
  - アーシアン PARADISE LOST
- アルスラーン戦記（エラム）
  - アルスラーン戦記 CDドラマ01 王都炎上
  - アルスラーン戦記 CDドラマ02 王子二人
  - アルスラーン戦記 CDドラマ03 落日哀歌
  - アルスラーン戦記 CDドラマ04 汗血公路
  - アルスラーン戦記 CDドラマ05 征馬孤影
  - アルスラーン戦記 CDドラマ06 風塵乱舞
  - アルスラーン戦記 CDドラマ07 王都奪還
  - アルスラーン戦記 CDドラマ第2部 1 仮面兵団
  - アルスラーン戦記 CDドラマ第2部 2 旌旗流転
  - アルスラーン戦記 CDドラマ第2部 3妖雲群行
  - アルスラーン戦記 CDドラマSP 〜残夜抄録〜
- イメージアルバム シークエンス（都築俊明）
- Weiß kreuzシリーズ（直江那岐）
  - Weiß kreuz Dramatic Collection I The Holy Children
  - Weiß kreuz Dramatic Image Album III SCHWARZ I
  - Weiß kreuz Dramatic Image Album IV SCHWARZ II
- 吸血姫美夕（レムニア）
  - 新吸血姫 美夕 西洋神魔編（2）
  - 新吸血姫 美夕 西洋神魔編（3）
  - 新吸血姫 美夕 西洋神魔編（4）
  - 新吸血姫 美夕 西洋神魔編（5）
  - 新吸血姫 美夕 西洋神魔編（6）
- エル・カザド ドラマCD 第2巻（クライブ・ピーターソン）
- 風の聖痕 ラジオドラマ版（八神和麻）
- 彼氏彼女の事情 メモリアルドラマCD FINAL ACT （十波健史）
- 機動戦士SDガンダム こちらマッケンジー探偵社（ハサウェイ）
- 今日からマ王!（大賢者）
  - O.S.T.2 + D
  - DJCD 眞魔国放送協会 SHK Vol.3
  - DJCD 眞魔国放送協会 SHK Vol.6
- 銀河英雄伝説（ユリアン・ミンツ）
  - 銀河英雄伝説 「わが征くは星の大海」
  - 銀河英雄伝説 第1期ドラマ編1〜4詰め合わせ
  - 銀河英雄伝説「天下無敵のあどりぶ銀英伝」特別付録“ブリュンヒルトの黄昏”
- 源氏（江端克己）
- 黄龍の耳 ドラマCD3巻 ガイアの雫編（周 汪文）
- ここはグリーンウッド シリーズ（蓮川一也）
  - ここはグリーン・ウッド 〜FM特番「緑林（GW）お騒がせ!放送局」
  - ここはグリーン・ウッド 〜特別試写会「緑林（GW）お騒がせ!劇場」
  - ここはグリーン・ウッド VOCAL BEST COLLECTION（2枚組）
  - ここはグリーン・ウッド 〜緑林ミステリー"忍失踪事件!?"
  - ここはグリーン・ウッド放送局 CDシネマ1 若い力
  - ここはグリーン・ウッド放送局 CDシネマ2 緑林ミステリー短編傑
  - ここはグリーン・ウッド放送局 CDシネマ3 緑林パラレル放送局
  - ここはグリーン・ウッド放送局 CDシネマ4 緑林寮祭へようこそ
  - ここはグリーン・ウッド 〜晴れ、ときどき"雨やどり"
  - ここはグリーン・ウッド ヴォーカル・コレクション
- 子供たちは夜の住人（高輪湊）
- CDドラマコレクションズ 三國志（劉協〈献帝〉）
  - 三、曹操孟徳之巻〜鳳舞、闇世を貫く〜
  - 三國志 CDカレンダー 三國志めくり Vol.1
  - 三國志 CDカレンダー 三國志めくり Vol.2
  - 三國志 CDカレンダー 三國志めくり Vol.3
  - 三國志 CDカレンダー 三國志めくり Vol.4
  - 三國志 DX2 三國志満漢全席スペシャル
  - 三國志 DX4 三國志満漢全席グレート
  - 三國志 DX5 三國志満漢全席BLACK
  - 三國志 DX6 三國志満漢全席 放浪戦隊ブラザーファイブ
  - 三國志 DX7 三國志満漢全席フォーエバー
  - 三國志 満漢全席拾壱
  - 三國志 第一部総集編 1
  - 三國志 第一部総集編 2
  - 三國志満漢全席 CD BOX1
  - 三國志満漢全席 CD BOX2
  - 三國志満漢全席 CD BOX3
- 少年濡れやすく恋成りがたし シリーズ（石田欧彦）
  - ドラマCD 少年濡れやすく恋成りがたし
  - ドラマCD 少年濡れやすく恋成りがたし2〜彷徨える迷宮〜
- 少年魔法士 香港ジャック・ザ・リッパー（シャーロック）
- 四龍島シリーズ 龍は微睡む（飛）
- 神皇少聖紀イザナギ（イザナギ）
- SUPER MARIO BROS. SPECIAL（マリオ）
- STAY（和泉淳平）
  - STAY
  - STAY2
- スパイラル 〜推理の絆〜もうパズルなんて解かない（アイズ・ラザフォート）
- 7SEEDS（新巻鷹弘）
  - FMドラマシアター 7SEEDS II 〜冬の章〜
- そして春風にささやいて（11才の託生）
- テニスの王子様（亜久津仁）
- GET FREE〜THE BEST OF RIVAL PLAYERS VIII Jin Akutsu〜
  - テニスの王子様 オン・ザ・レイディオ MONTHLY2003AUGUST
  - テニプリっていいな（メッセージ）
  - Dream on dreamer 茄子 featuring 亜久津仁
  - Love Festival テニプリオールスターズ選抜B
- 電影少女 集英社CDブック（弄内洋太）
- 天使禁猟区（ロシエル）
  - ドラマCD 物質（アッシャー）界編-1
  - ドラマCD 物質（アッシャー）界編-2
  - ドラマCD 物質（アッシャー）界編-3
  - ドラマCD 物質（アッシャー）界編-4
- 東京ジュリエット（姫宮亮）
- 東京少年王〜闇の貴公子参上〜（小笠原貴文）
- トップをねらえ2! ドラマCD（ゴウヤ・レイシ）
- CDシアター ドラゴンクエストII（コナン）
- バーヴェリアン四重奏（川上清孝）
  - バーヴェリアン四重奏1
  - バーヴェリアン四重奏2
  - バーヴェリアン四重奏3
- BASARA外伝TATARA（タタラ）
- 百歌声爛 -男性声優編-
- ファイアーエムブレム 旅立ちの章（マリク）
- ファイアーエムブレム暗黒竜と光の剣（マリク）
  - ファイアーエムブレム〜暗黒竜と光の剣〜 VOL.1 約束の土地へ
  - ファイアーエムブレム〜暗黒竜と光の剣〜 VOL.2 炎の紋章
  - ファイアーエムブレム〜暗黒竜と光の剣〜 VOL.3 風の軌跡
  - ファイアーエムブレム〜暗黒竜と光の剣〜 VOL.4 魔道の聖域
- プラチナ（ファジー）
- フルハウスキス（松川依織）
  - フルハウスキス 俺達の始まり
  - フルハウスキス 真夏の夜の夢
  - フルハウスキス サマー ヴァケーション
  - フルハウスキス ニセ教師☆危機一髪
  - フルハウスキス ホワイト·ドリーム
  - フルハウスキス 祥慶祭に行こう!
  - フルハウスキス アドベンチャードラマCD ラ・プリンス殺人事件 処女雪のコテージ
  - フルハウスキス アドベンチャードラマCD ラ・プリンス殺人事件 処女雪のコテージ追加ディスク
  - フルハウスキス カラオケ☆迷宮
  - フルハウスキス 芸学棟の怪人
  - フルハウスキス2 アニメイト限定版スペシャルドラマCD PANICアフタヌーン
  - フルハウスキス イベント限定 お菓子な世界の王子様（祥慶祭DVD）
  - フルハウスキス オフィシャルアンソロジーコミックスVol 4 特典おたのしみCD 御堂一哉編
  - フルハウスキス オフィシャルアンソロジーコミックスVol 6 特典おたのしみCD 羽倉麻生編
  - 2005キラキラワンダフル☆CD〈花とゆめ4号付録CD〉
  - フルハウスキス オリジナル・サウンドトラック〜恋愛家政婦ミュージック〜
  - フルハウスキス シングルコレクション Vol.1 薔薇ラビリンス
  - フルハウスキス シングルコレクション Vol.3 忘却CELEBRATION
  - フルハウスキス シングルコレクション Vol.7 久遠恋歌
  - フルハウスキス シングルコレクション Vol.10 薔薇PILGRIM
  - フルハウスキス　ラ．プリンス リミックスアルバム
  - Love★DaysCD
- 魔界学園I 転校生編（夜光）
- ミスター味っ子（中江兵太）※カセット
- 無法地帯〜放し飼い動物園〜（田端、子リス）
- めるぷり（レイ）
- モンスターメーカー ドラマCD 魔剣デスデリバーを探せ!（タムローン）
- 八神くんの家庭の事情（八百井刺激）
- 幽☆遊☆白書（浦飯幽助）
  - 幽☆遊☆白書
  - 幽☆遊☆白書2
  - 幽☆遊☆白書 スーパーダンスミックス
  - 幽☆遊☆白書 ミュージックバトル編2 ミニドラマ〜戦士の空腹〜
  - 幽☆遊☆白書 メモリアルCD BOX ミニドラマ〜戦士の空腹パート2〜
- ユメミと銀のバラ騎士団シリーズ（光坂亜輝）
  - 天使のカンタレラ
  - 銀のメサイア
- 鎧伝サムライトルーパー シリーズ（毛利伸 / 水滸のシン）
  - 鎧伝サムライトルーパー 君を眠らせない
  - 鎧伝サムライトルーパー BEST FRIENDS
  - ドラマCD鎧伝サムライトルーパー 天空伝
  - ドラマCD鎧伝サムライトルーパー 水滸伝
  - ドラマCD鎧伝サムライトルーパー 光輪伝
  - ドラマCD鎧伝サムライトルーパー 月
- 流星機ガクセイバー（佐々木健吾）
  - 流星機ガクセイバー 覚醒編
  - 流星機ガクセイバー 修学旅行編

### ラジオドラマ
- 青春アドベンチャー
  - イーシャの舟（宮脇年輝）
  - これは王国のかぎ（ラシード）
- フルメタル・パニック! 踊るベリー・メリー・クリスマス（ヤン・ジュンギュ）

### オーディオブック
- kikubon
  - 銀河英雄伝説 外伝 ユリアンのイゼルローン日記（2014年、ユリアン・ミンツ）
  - 山伏地蔵坊の放浪（2016年 - 2019年、朗読）
  - 田中芳樹初期短篇小説 黄色の夜（2019年、朗読）
- audiobook.jp
  - マチネの終わりに（2018年、朗読）

### 吹き替え

#### 担当俳優
ブライアン・オースティン・グリーン
- インパクト・ポイント 狙われたビーチの妖精（ホールデン）
- クロス・ウォーズ（キャラン）
- サブリナ（チャド ♯6）
- ドミノ（本人役）
- ビバリーヒルズ高校白書・ビバリーヒルズ青春白書・ビバリーヒルズ再会白書（デビット・シルバー）

#### 映画
- アンディ・ラウ 神鳥聖剣（ティム）
- 俺たちプロボウラー（マイク〈クレイン・クロフォード〉）
- 片腕のヒーロー 大リーグへの道（郵便配達）
- 少年濡れやすく恋成りがたし（石田欧彦）
- スニーカーズ（カール・アボガスト〈リヴァー・フェニックス〉）※日本テレビ版
- スリーパーズ（シェイクス〈少年時代〉）※フジテレビ版
- 1999年の夏休み（島田和彦）
- ツォツィ（ブッチャー〈ゼンゾ・ンゴーベ〉）
- 天使にラブ・ソングを2（タイラー・チェイス）※ソフト版
- ドラゴンの秘宝 ジークフリートの冒険（ジークフリート）
- ナイトメア・オブ・クリスマス（ティアタイミー）
- フューチャー・ゲーム（トニー〈サイード・タグマウイ〉）
- ブルージーン・コップ（ダグラス・ティスデイル）※ビデオ・日本テレビ版
- ホームアローン3（スタン）※日本テレビ版
- ボロワーズ 床下の小さな住人たち（スピラー）
- マイ・フレンド・フォーエバー
- マチネー/土曜の午後はキッスで始まる（ジーン〈サイモン・フェントン〉）
- MOMO
- ミセス・ダウト（クリス〈マシュー・ローレンス〉）※フジテレビ版
- リベンジャー
- 幽幻道士（デッパ）

#### ドラマ
- アボンリーへの道（ブース ♯64、♯65）
- オンエアー（エイドン・リー）
- エンジェル（オズ ♯3〈セス・グリーン〉）
- カンフーサッカー（スティーブン〈スティーブン・チョン〉）
- ザ・ソサエティ（グリズ〈ジャック・マルハーン〉）
- ザット'70sショー（スティーブン・ハイド〈ダニー・マスターソン〉）
- SEAL Team/シール・チーム（ソニー・クイン〈A.J.バックリー〉[77]）
- ステーション・イレブン（アーサー〈ガエル・ガルシア・ベルナル〉[78]）
- スハウエンダム 〜12の疑惑〜（ロヒール・ファン・パラント〈ベンヤ・ブラウニング〉[79]）
- セックス・アンド・ザ・シティ（セス・ロビンソン ♯25〈ジョン・ボン・ジョヴィ〉）
- どこかでなにかがミステリー（ライアン ♯22）
- トワイライト・ゾーン2 #3（キース〈ビリー・ポーター〉）
- ナルニア国ものがたり（BBC）（カスピアン王子）
- バフィー 〜恋する十字架〜（オズ〈セス・グリーン〉）
- バード事件簿
- ファミリータイズ
- 風雲（断 浪）
- プライベート・プラクティス4（ジェーン・フィンチ ♯2）
- フルハウス（アンドルー ♯191、♯192）
- ブロッサム（レイモンド ♯87）
- ボーイ・ミーツ・ワールド（ルーサー ♯146）

#### アニメ
- きかんしゃトーマス（エドワード、ソドーユナイテッドの選手）※テレビ東京版、NHK版
  - きかんしゃトーマス みんなあつまれ!しゅっぱつしんこう（エドワード）
  - トーマスをすくえ!! ミステリーマウンテン（エドワード）
  - きかんしゃトーマス 伝説の英雄（エドワード）
  - きかんしゃトーマス ミスティアイランド レスキュー大作戦!!（エドワード）
  - きかんしゃトーマス ディーゼル10の逆襲（エドワード、ヘンリー〈代役〉）
  - きかんしゃトーマス ブルーマウンテンの謎（エドワード）
  - きかんしゃトーマス キング・オブ・ザ・レイルウェイ トーマスと失われた王冠（エドワード）
  - きかんしゃトーマス 勇者とソドー島の怪物（エドワード）
  - きかんしゃトーマス トーマスのはじめて物語（エドワード）
  - きかんしゃトーマス 探せ!!謎の海賊船と失われた宝物（エドワード）
  - きかんしゃトーマス とびだせ!友情の大冒険（エドワード）
  - きかんしゃトーマス Go!Go!地球まるごとアドベンチャー（エドワード）
  - きかんしゃトーマス おいでよ!未来の発明ショー!（エドワード）
- テディベアとなかまたち（ロスコ）
- ドーラ（マップ君）
- トムとジェリーの大冒険（フランキー）
- ベイウイールズ（マシュー・ケンドリック）
- ベン10エイリアン・フォース（ピアス）
- 凹凸世界（キコテンチュウ[80]）

### 特撮
- メタルヒーローシリーズ
  - テツワン探偵ロボタック（1998年、ロボタックの声、次回予告ナレーション）
  - テツワン探偵ロボタック&カブタック 不思議の国の大冒険（1998年、ロボタックの声）
- スーパー戦隊シリーズ
  - 爆竜戦隊アバレンジャー（2003年、ハゲタカライチの声）
  - 魔法戦隊マジレンジャー（2005年、冥府神ワイバーンの声）
  - 劇場版 動物戦隊ジュウオウジャーVSニンニンジャー 未来からのメッセージ from スーパー戦隊（2017年、ギルマーダの声[81]）
- バトルキャッツ!（2007年、猫の玉三郎の声）

### 舞台・朗読会
1988年5月（舞台）
- バーストマン 『童Ri夢』（会場：銀座みゆき館劇場）（風間）

1989年8月（舞台）
- バーストマン 『存在の耐えられない痒さ』（会場：渋谷東邦生命ホール）

1991年8月（舞台）
- バーストマン 『アンマリデウス』（会場：東京芸術劇場）

2006年6月9日（朗読会）
- The ROUDOKU（会場：内幸町ホール）『世界の終わりという名の雑貨店』（嶽本野ばら：原作）

2008年4月19日（朗読会）
- The Reading Show act-1（会場：秋葉原UDXシアター）『山月記』

2012年9月15日（朗読会）
- 第13回ひだまりの樹朗読会（会場：横浜人形の家）

2013年10月5日（朗読会）
- theBOOKs朗読第1回公演（会場：東京富士見ヶ丘ドラゴンカフェ）『赤い蝋燭と人魚』（小川未明：原作）

2014年9月20日・21日（朗読会）
- theBOOKs朗読第2回公演（会場：新宿プーク人形劇場）『若草物語』（ルイーザ・メイ・オルコット：原作）/『セロ弾きのゴーシュ』（宮沢賢治：原作）

2018年2月17日・18日（佐々木望プロデュース公演）
- Super Voice Live『きのう何食べた?』（よしながふみ：原作）（会場：渋谷ユーロスペース内ユーロライブ）[82][83][84]

2020年1月16日〜17日（朗読劇）
- 〜泪〜舞い散る櫻の側〜（会場：中野ザ・ポケット）

2022年6月22日・25日（朗読劇）
- 世界から猫が消えたなら（会場：シアター1010）- 僕 役他[85]

2022年9月3日
- ミステリ朗読劇『女神の六重奏』（会場：横浜ミントホール）- オリバー役

2022年10月29日～30日
- 朗読ライブ『旅のラゴス』（会場：池袋Theater Mixa）- ラゴス他

2023年3月30日
- 朗読×生演奏『うたかたの』（会場：新宿スペース・ゼロ）

2023年5月16日～5/21日
- 舞台T-PROJECT vol.15『人間狩り』＋『改札口』（会場：赤坂レッドシアター）9回公演

2024年8月9日
- 朗読劇舞台『永久保貴一の極めて怖い話 2024』（会場：浅草花劇場）[86]

2025年2月1日〜9日
- ディファイルド〜毛の短い犬の便宜性〜（会場：「劇」小劇場）[87]

### CM
- IGS アルマジロ（ビリー・ザ・シェル）
- SDガンダムBB戦士 武神輝羅鋼編（天零）
- サントリーBOSS シルキーブラック「間違えた」篇（部下の声）
- 小学館「少年サンデー」じゃじゃ馬グルーミン★UP!編（TVCM / 久世駿平）
- 電気事業連合会（ナレーション）
- パチスロ エリア88
- 幽☆遊☆白書×じゃらん タイアップWebCM「湯湯白書」篇（2024年、浦飯幽助[88]）

### ラジオ
- 横浜電脳音楽工場CYBER MUSIC FACTORI（1989年10月 - 1991年3月、パーソナリティ）
- テニスの王子様 オン・ザ・レイディオ（2010年7月、マンスリーパーソナリティ）

### パチンコ・パチスロ
- CR 銀河英雄伝説（ユリアン・ミンツ）
- CR GOKU（GOKU）
- CR 桃太郎電鉄（桃太郎）

### その他コンテンツ
- あの歌がきこえる
- ベストセラー受験参考書『一億人の英文法』iPhone用アプリ版ナレーション「東進ブックスStore」ダウンロード販売
- オール・ザット・オーケストラ
- NNNきょうの出来事（ナレーション）
- ドラえもん&Fキャラオールスターズ 『月面レースで大ピンチ!?』（21エモン[89]）
- ドラえもん&Fキャラオールスターズ すこしふしぎ超特急（21エモン[90]）
- NNNニュースプラス1（ナレーション）
- ニュースウオッチ9
- ハマラジャ（ナレーション）
- ファミリー劇場の新企画【美男秘密結社フリーイケメンソン】（幽摩（ゆうま）タケシ役[91]）
- ベネッセ 5分間先生のオモシロ授業
- MAN WITH A MISSION Tales of Purefly Tour 2014（上映ムービーナレーション）
- マンガノゲンバ（7SEEDS）
- 名作平積み大作戦スペシャル（朗読）
- Beeマンガ コスプレ☆アニマル（オーナー）
- ミステリと言う勿れ（広島弁方言指導）
- 東洋水産「マルちゃんZUBAAAN！×幽遊白書コラボムービー」（浦飯幽助、2024年 - ）[92]

## ディスコグラフィ

### シングル
|     | 発売日         | タイトル          | 規格品番  | オリコン 最高位 |
| --- | -------------- | ----------------- | --------- | --------------- |
| 1st | 1989年11月29日 | やっぱり恋だろう! | TYDY-5118 | 21位            |
| 2nd | 1991年7月19日  | BE MY TABU        | TYDY-2034 | 45位            |
| 3rd | 1992年7月25日  | 狂おしい夏        | SHDU-1002 |                 |
| 4th | 1994年11月21日 | 目覚めの果てに…   | APDM-5014 |                 |

### アルバム

#### オリジナル・アルバム
|     | 発売日         | タイトル         | 規格品番   | オリコン 最高位 |
| --- | -------------- | ---------------- | ---------- | --------------- |
| 1st | 1990年5月30日  | HEART SCANDAL    | TYCY-5134  | 18位            |
| 2nd | 1990年12月26日 | 純情             | TYCY-5153  |                 |
| 3rd | 1992年11月6日  | rumblefish       | KICS-232   |                 |
| 4th | 1995年6月21日  | Different Beat   | MRCA-10029 |                 |
| 5th | 1996年8月21日  | I'm in The Mood  | MRCA-10050 |                 |
| 6th | 1997年8月1日   | DOUBLE DIRECTION | VPCG-84630 |                 |

#### ミニ・アルバム
|     | 発売日        | タイトル | 規格品番   | オリコン 最高位 |
| --- | ------------- | -------- | ---------- | --------------- |
| 1st | 1992年1月11日 | BABYLON  | TYCY-5183  |                 |
| 2nd | 1995年12月6日 | FLARE    | MRCA-10040 |                 |

#### ベスト・アルバム
|     | 発売日        | タイトル                                           | 規格品番  | オリコン 最高位 |
| --- | ------------- | -------------------------------------------------- | --------- | --------------- |
| 1st | 1993年7月28日 | Colors of Smile ～NOZOMU SASAKI POP Sellection～   | TYCY-5314 |                 |
| 2nd | 1993年7月28日 | Taste of tears ～NOZOMU SASAKI BALLAD Sellection～ | TYCY-5315 |                 |

#### ライブ・アルバム
|     | 発売日        | タイトル                     | 規格品番   | オリコン 最高位 |
| --- | ------------- | ---------------------------- | ---------- | --------------- |
| 1st | 1996年4月19日 | Concert Tour "Flare'95" LIVE | MRCA-10044 |                 |

### その他参加楽曲
| 発売日         | 商品名                                                                          | 歌       | 楽曲                                                | 備考                             |
| -------------- | ------------------------------------------------------------------------------- | -------- | --------------------------------------------------- | -------------------------------- |
| 1995年12月16日 | 幽☆遊☆白書 スーパーカバーズ                                                     | 佐々木望 | 「アンバランスなKissをして」 「太陽がまた輝くとき」 | テレビアニメ『幽☆遊☆白書』関連曲 |
| 2024年5月29日  | [Re:collection] HIT SONG cover series feat.voice actors 2 〜90’s-00’s EDITION〜 | 佐々木望 | 「壊れかけのRadio」                                 |                                  |

### キャラクターソング
| 発売日   | 商品名                                                                | 歌 | 楽曲                                               | 備考                                                |
| 1989年   | 1989年                                                                | 1989年 | 1989年                                             | 1989年                                              |
| -------- | --------------------------------------------------------------------- | --- | -------------------------------------------------- | --------------------------------------------------- |
| 7月28日  | ここは、グリーン・ウッド                                              | 蓮川一也（佐々木望） | 「正しい兄弟愛」                                   | 『ここはグリーン・ウッド』シリーズ関連曲            |
| 7月28日  | ここは、グリーン・ウッド                                              | グリーン・ウッドのみなさん（佐々木望、岩田光央、関俊彦、坂本千夏 他）                                                                                            | 「グリーン・ウッド・カーニバル〜汝の日常を愛せよ」 | 『ここはグリーン・ウッド』シリーズ関連曲            |
| 12月21日 | 君を眠らせない                                                        | 毛利伸（佐々木望） | 「新宿サンセット」                                 | テレビアニメ『鎧伝サムライトルーパー』関連曲        |
| 12月21日 | 君を眠らせない                                                        | SAMURAI BOYS & GIRLS | 「ミッドナイト・パーテ」 「地図のない旅へ」        | テレビアニメ『鎧伝サムライトルーパー』関連曲        |
| 1991年   |                                                                       | |                                                    |                                                     |
| 10月21日 | ここはグリーン・ウッド 特別試写会 緑林(GW)お騒がせ!劇場               | 蓮川一也（佐々木望） | 「君を守りたい」                                   | 『ここはグリーン・ウッド』シリーズ関連曲            |
| 10月21日 | ここはグリーン・ウッド 特別試写会 緑林(GW)お騒がせ!劇場               | グリーン・ウッドのみなさん（佐々木望、岩田光央、関俊彦、坂本千夏 他）                                                                                            | 「グリーン・ウッド・カーニバル2〜部屋番号の歌」    | 『ここはグリーン・ウッド』シリーズ関連曲            |
| 1992年   |                                                                       | |                                                    |                                                     |
| 11月6日  | ここはグリーン・ウッド〜緑林ミステリー“忍失踪事件!?”                  | 蓮川一也（佐々木望）、池田光流（岩田光央）、手塚忍（関俊彦）、如月瞬（坂本千夏）                                                                                 | 「桜林の園」                                       | 『ここはグリーン・ウッド』シリーズ関連曲            |
| 1993年   |                                                                       | |                                                    |                                                     |
| 8月21日  | 祝・復活!裏ここはグリーン・ウッド放送局                               | 蓮川一也（佐々木望）、如月瞬（坂本千夏）、池田光流（岩田光央）、手塚忍（関俊彦）                                                                                 | 「友よ」                                           | 『ここはグリーン・ウッド』シリーズ関連曲            |
| 8月23日  | 幽☆遊☆白書 ミュージックバトル編                                       | 浦飯幽助（佐々木望） | 「鬼気!」 「FIRE!」 「心をつないで」               | テレビアニメ『)\|幽☆遊☆白書』関連曲                 |
| 8月23日  | 幽☆遊☆白書 ミュージックバトル編                                       | 浦飯幽助（佐々木望）、桑原和真（千葉繁）、蔵馬（緒方恵美）、飛影（檜山修之）、雪村螢子（天野由梨）、ぼたん（深雪さなえ）、雪菜（白鳥由里）、コエンマ（田中真弓） | 「見えない未来へ」                                 | テレビアニメ『)\|幽☆遊☆白書』関連曲                 |
| 1994年   |                                                                       | |                                                    |                                                     |
| 6月8日   | 幽☆遊☆白書 冥界死闘篇 炎の絆 幽助の章                                 | 浦飯幽助（佐々木望） | 「暁の誓い〜Rising Sun〜」                         | テレビアニメ『幽☆遊☆白書』関連曲                    |
| 8月18日  | 幽☆遊☆白書 ミュージックバトル編2                                      | 浦飯幽助（佐々木望） | 「TOUGH」 「つかの間のサンセット」                 | テレビアニメ『幽☆遊☆白書』関連曲                    |
| 8月18日  | 幽☆遊☆白書 ミュージックバトル編2                                      | 浦飯幽助（佐々木望）、桑原和真（千葉繁）、蔵馬（緒方恵美）、飛影（檜山修之）、雪村螢子（天野由梨）                                                               | 「光の中で」                                       | テレビアニメ『幽☆遊☆白書』関連曲                    |
| 11月18日 | 幽☆遊☆白書 熱唱編2〜デュエット&カラオケスペシャル〜                   | 浦飯幽助（佐々木望）、雪村螢子（天野由梨） | 「思い出を翼にして」                               | テレビアニメ『幽☆遊☆白書』関連曲                    |
| 11月18日 | 幽☆遊☆白書 熱唱編2〜デュエット&カラオケスペシャル〜                   | 浦飯幽助（佐々木望）、桑原和真（千葉繁）、蔵馬（緒方恵美）、飛影（檜山修之）                                                                                     | 「優しさは眠らない」                               | テレビアニメ『幽☆遊☆白書』関連曲                    |
| 12月16日 | 幽☆遊☆白書 ミュージックバトル編3〜魔界伝説〜                          | 浦飯幽助（佐々木望） | 「Dead or Alive〜闘神〜」                          | テレビアニメ『幽☆遊☆白書』関連曲                    |
| 1995年   |                                                                       | |                                                    | テレビアニメ『幽☆遊☆白書』関連曲                    |
| 5月19日  | 幽☆遊☆白書 メモリアルCD BOX                                           | 浦飯幽助（佐々木望） | 「ALL RIGHT!」                                     | テレビアニメ『幽☆遊☆白書』関連曲                    |
| 5月19日  | 幽☆遊☆白書 メモリアルCD BOX                                           | 浦飯幽助（佐々木望）、桑原和真（千葉繁）、蔵馬（緒方恵美）、飛影（檜山修之）                                                                                     | 「僕達の季節」                                     | テレビアニメ『幽☆遊☆白書』関連曲                    |
| 1996年   |                                                                       | |                                                    |                                                     |
| 1月1日   | 魔法騎士レイアース Original Song Book 2                               | クレフ（佐々木望） | 「君の笑顔が見たいから 」                          | テレビアニメ『魔法騎士レイアース』関連曲            |
| 9月26日  | 信じる心                                                              | 高宮鋼太郎（佐々木望） | 「信じる心」                                       | テレビアニメ『B'T-X』関連曲                         |
| 1997年   |                                                                       | |                                                    |                                                     |
| 11月24日 | WITH RAYEARTH                                                         | クレフ（佐々木望） | 「ごらん,太陽だよ」                                | OVA『レイアース』関連曲                             |
| 1998年   |                                                                       | |                                                    |                                                     |
| 7月18日  | るろうに剣心 -明治剣客浪漫譚- SONGS 2                                 | 高槻厳達（佐々木望） | 「明日のかけら」                                   | テレビアニメ『るろうに剣心 -明治剣客浪漫譚-』関連曲 |
| 2000年   |                                                                       | |                                                    |                                                     |
| 6月28日  | Weiß kreuz Dramatic Image Album III SCHWARZ I                         | 直江那岐（佐々木望） | 「Mayfly」                                         | テレビアニメ『Weiß kreuz』関連曲                    |
| 2003年   |                                                                       | |                                                    |                                                     |
| 3月26日  | THE BEST OF RIVAL PLAYERS VIII Jin Akutsu                             | 亜久津仁（佐々木望） | 「GET FREE」                                       | テレビアニメ『テニスの王子様』関連曲                |
| 2004年   |                                                                       | |                                                    |                                                     |
| 12月22日 | フルハウスキス シングルコレクション Vol.3 忘却Celebration             | 松川依織（佐々木望） | 「忘却Celebration」                                | ゲーム『フルハウスキス』関連曲                      |
| 2005年   |                                                                       | |                                                    |                                                     |
| 9月28日  | フルハウスキス シングルコレクション Vol.7 久遠恋歌                    | 松川依織（佐々木望） | 「久遠恋歌」                                       | ゲーム『フルハウスキス』関連曲                      |
| 2007年   |                                                                       | |                                                    |                                                     |
| 10月13日 | フルハウスキス シングルコレクション Vol.15 未来へ鳴らす鐘～純白の道～ | 松川依織（佐々木望） | 「未来へ鳴らす鐘〜純白の道〜」                     | ゲーム『フルハウスキス』関連曲                      |
| 2016年   |                                                                       | |                                                    |                                                     |
| 1月27日  | 蒼穹のファフナー EXODUS 8 特典CD キャラクターソング「全力LOVE」       | 堂馬広登（佐々木望） | 「全力LOVE」                                       | テレビアニメ『蒼穹のファフナー EXODUS』関連曲       |

### 映像作品
- L’ESPOR 望〜冬の恋物語（1990年3月7日）
- TOKYO CITY めるへん 1（1990年3月15日発売）
- SEDUCER　His Love & Pride（1991年2月27日）
- BE MY TABU（1991年8月23日）
- NEW！NEW！NEW！（1991年、ファンクラブ限定のみ発売）
- NEW！NEW！NEW！ II (1993年7月31日、ファンクラブ限定のみ発売）
- Concert Tour "FLARE'95" Live Video（1996年3月21日）
- NOZOMU SASAKI LIVE 2004 THE GOLDIE ROCKS（2006年7月22日）
- NOZOMU SASAKI 20th Anniversary Live 2006 RUBY RAYS（2007年7月）

## 書籍
- 「MEGA-BLAZE」（1991年11月、新書館）ISBN 4-403-01041-5
- 「SMACK!」（1999年4月、主婦の友社）ISBN 4-07-225957-8
- 「声優、東大に行く 仕事をしながら独学で合格した2年間の勉強術」（2023年3月1日、KADOKAWA）ISBN 978-4-04-110939-7

### ユニットメンバー
1. ↑  草尾毅、竹村拓、中村大樹、佐々木望、西村智博、日下部かおり、若本規夫、笹岡繁蔵

### シリーズ一覧
1. ↑  第1作（1987年）、第4作『'91』（1991年）
2. ↑  第1作（1989年 - 1990年）、第2作『PEACH COMMAND 新桃太郎伝説』（1990年 - 1991年）
3. ↑  第1期（1998年）、第2期『Glühen』（2002年）
4. ↑  第1期『〜円盤石の秘密〜』（1999年 - 2000年）[36]、第2期『〜伝説への道〜』（2000年）[37]
5. ↑  第1作（2001年 - 2002年）、第2作『新テニスの王子様』（2012年）、第3作『新テニスの王子様 U-17 WORLD CUP』（2022年）
6. ↑  第1シリーズ（2004年）、第3シリーズ（2008年）
7. ↑  第1作（2005年 - 2009年）、第2作『がんばれ! おでんくん』（2013年 - 2014年）
8. ↑  『ゼロ デュエル・マスターズ』（2007年）『デュエル・マスターズ ビクトリーV3』（2013年 - 2014年）
9. ↑  テレビシリーズ（2007年）、特別編『リライト2 Lを継ぐ者』（2008年8月22日）
10. ↑  第1期（2010年）、第3期『〜時を駆ける少年ハンターたち〜』（2012年）
11. ↑  1stシーズン（2015年）、2ndシーズン（2021年）
12. ↑  第1期（2020年）、第3期『アーバンラマ編』（2023年）、第4期『聖域編』（2023年）
13. ↑  第1作（2021年 - 2022年）、第2作『勇気の宝箱』（2023年）
14. ↑  『アーシアン』（1989年）[60]、『アーシアンⅡ EARTHIANⅡ』（1990年）[61]、『アーシアンⅢ』（1996年）[62]
15. ↑  『ZERO』（1999年）、『F』（2000年）、『F.I.F』（2001年）、『NEO』（2002年）、『SEED』（2004年）、『PORTABLE』（2006年）、『SPIRITS』（2007年）、『WARS』（2009年）、『WORLD』『3D』（2011年）、『OVER WORLD』（2012年）、『GENESIS』（2016年）、『CROSSRAYS』（2020年）、『ETERNAL』（2025年）
16. ↑  『エクストリームバーサス』（2012年）、『フルブースト』（2012年）、『マキシブースト』（2014年）、『マキシブースト ON』（2016年）
17. ↑  『エクストリームバーサス2』（2018年）、『クロスブースト』（2021年）、『オーバーブースト』（2023年）、『インフィニットブースト』（2025年）